# Neurolepis virgata
Neurolepis virgata är en gräsart som först beskrevs av August Heinrich Rudolf Grisebach, och fick sitt nu gällande namn av Pilg.. Neurolepis virgata ingår i släktet Neurolepis och familjen gräs. Inga underarter finns listade i Catalogue of Life.